# 勞埃德·弗雷登道爾
勞埃德·弗雷登道爾（英文：Lloyd Fredendall，1883年12月28日—1963年10月4日），是第二次世界大戰期間的美國陸軍少將，在北非戰場服役的將領。弗雷登道爾最出名的是他在美軍中央司令中心司令部，命令部隊在火炬行動中降落，同時也指揮美軍第二軍在突尼斯戰役作戰。1943年2月，指揮第二軍在凱賽林隘口作戰，但戰役中被納粹德國將領隆美爾和漢斯·尤爾根·馮·阿尼姆擊敗。德懷特·艾森豪以他的指揮失敗免去他的第二軍指揮權，1943年3月由喬治·巴頓接手第二軍的指揮。儘管他在戰場失敗，被派回國家深究學習，但1943年6月弗雷登道爾被晉升為中將，擔任美國第二軍團的司令。

## 生平
1905年進入西點學校，但因為表現不佳，第一學期被學院開除。他母親說服參議員下一次要讓弗雷登道爾進入軍隊，弗雷登道爾從軍隊開除的這段時間報考麻省理工學院，1907年弗雷登道爾收到步兵少尉的函件，任命他進入軍隊。
主要負責軍隊在菲律賓等地學校的管理等工作，1917年8月，弗雷登道爾負責送美軍28步兵團到法國。他在海外的軍隊學校中作了一個好老師，教練和管理隊伍的工作。
第一次世界大戰結束，弗雷登道爾和許多人一樣，得到各種各樣軍隊的培訓工作。他在步兵學校是一個教師也是一個學生，1925年他進入了美國陸軍戰爭學院。他在服役期間曾是華盛頓的統計部門，監督部門和執行官，步兵的辦公室主任。1939年12月，弗雷登道爾被晉升為準將，服役於美軍第五步兵師。1940年10月，他被晉升為少將，擔任美軍第4步兵師師長1941年7月。

### 第二次世界大戰
弗雷登道爾在第二次世界大戰時候，幫助喬治·馬歇爾提供情報等，與萊斯利·麥克納尼利既是朋友也是同事，馬歇爾、麥克納尼、弗雷登道爾是美軍中央司令部三巨柱。馬歇爾建議德懷特·艾森豪把弗雷登道爾放到北非戰爭，并作為火炬行動其中的指揮將領。馬歇爾對弗雷登道爾印象很好，認為他是一個有決心的人，他明白弗雷登道爾的軍階沒有艾森豪和馬克·克拉克高，但他希望他在非洲戰場讓他有參戰的機會。艾森豪看到馬歇爾的極力推薦，便選擇弗雷登道爾指揮美軍中央司令部39000人的部隊進行火炬行動。艾森豪在筆記中寫道他希望馬歇爾的推薦是正確，其實艾森豪不想任命弗雷登道爾作為行動中的指揮將軍，因為他豪不諱言批評他上司或者下屬，總是過早下定論，很少出司令部考察，總是不耐煩比他熟悉戰爭地形的下屬提出的建議。
在火炬行動的時候，弗雷登道爾他在HMS拉格斯指揮艦上直到行動結束，而他所指揮的第2軍軍隊卻在戰地上的帐篷和壕沟居住。其後他與美軍第2軍又被派往突尼西亞戰役中參戰，他在第二次世界大戰中美國第二個老軍官，英國將領肯尼士·安德生認為弗雷登道爾的能力不足而導致凱賽林隘口戰役失敗。主要弗雷登道爾總是用俚語指揮他的步兵單位，有時候也混淆軍事用語指令的用法。這種做法是聞所未聞，在美國陸軍指揮與參謀學院畢業，卻不是用標準的軍事用語指揮，弗雷登道爾導致士兵混淆他的意思，士兵要花時間去瞭解弗雷登道爾發出的指令而失去過多寶貴的時間。
進入突尼斯，弗雷登道爾用美軍第19工程師團建造一個大地堡，防止指揮部受到空襲，還有防止子彈的進入，打電話到總部通知奧蘭多·沃德快點。布拉德利將軍稱這是對每一個美軍士兵非常尷尬的行為，布拉德利和艾森豪視察的時候提醒他：高級指揮官在戰鬥中，必須承擔個人風險。弗雷登道爾很少去前線，並無視指揮官必要去實地考察的習慣。

### 凱薩琳山口戰役
在凱薩琳山口戰役中，厄内斯特·哈蒙收到艾森豪發出的戰鬥報告，協助弗雷登道爾和其他盟軍將領，並確定如果弗雷登道爾發生錯誤，應更換第1裝甲師的指揮官奧蘭多·沃德。哈蒙因此有機會觀察弗雷登道爾以及他的上級英國將軍肯尼士·安德森。哈蒙注意到這兩位將軍很少見到對方，未能妥善協調和整合力量的命令。弗雷登道爾幾乎常提及普通病房，有意離開工作會議後，奧蘭多·沃德多次表示他的命令較弱把軍隊士兵分佈在各個地方，將士兵都全分離開來。
在關鍵的攻擊盟軍失去了空中支援，並經常被定位的高級指揮他們不能互相提供支援。下屬後來回憶他們被相互矛盾的命令混亂，不知道安德森還是弗雷登道爾。哈蒙收到一堆批評盟軍軍官看作是懦弱的，困惑，脫節的命令。

### 指揮不當
1943年3月5日凱薩琳美國潰敗之後，艾森豪來到第2軍總部授予給布拉德利。艾森豪問：“你認為這裡的命令？”布拉得利的反應是：“我跟所有的指揮官認為，很糟糕。有人已經對部隊指揮官弗雷登道爾失去信心。”英國將軍亞力山大告訴艾森豪他很歡迎弗雷登道爾會被更換，1943年3月5日，艾森豪親自飛往泰貝薩通知弗雷登道爾決定找人代替他並包裝成常規任命。艾森豪以不會使弗雷登道爾聲名狼藉的前提下安排這次更換，有人相信他很快就後悔這樣安排。1943年3月6日，在艾森豪任命喬治·巴頓取代弗雷登道爾為美軍第2軍司令。當巴頓到達第2軍的總部，弗雷登道爾正在吃早餐，1941年巴頓就已經不喜歡弗雷登道爾在本甯堡擔任師長。一個簡短的會議後，巴頓正式解除弗雷登道爾的第2軍指揮，并說道：“第2軍將會有更多的坦克，因為我對坦克瞭解得更多。”巴頓在他的日記中寫道，“弗雷登道爾組織很好，非常好。”在寫給他的妻子比阿特麗絲的信那一天，巴頓甚至寫道：“弗雷登道爾策划了一場傑出的運動，我相信是一個受害者，很大程度上是由於情況超出了他的控制。”然而，僅一周之後，巴頓在他的新命令初步檢查後，巴頓已經完全改變了他的想法：“我看不到弗雷登道爾能證明自己存在的理由。”
弗雷登道爾在二戰中“解除指揮”（大多數以傷病原因），儘管如此，他的軍銜也受到晉升。弗雷登道爾回國後，艾森豪向羅斯福回報弗雷登道爾的情況，把他安排到美國進行軍事訓練。艾森豪後來正式解除他的降職命令，1943年6月，他被晉升為中將。
後來厄内斯特·哈蒙在凱薩琳山口戰役的報告中寫道，弗雷登道爾是狗娘養的和肉體懦夫。